# Боченаго
Бочена̀го (на италиански: Bocenago, на местен диалект: Buzanàc, Буцанак) е село и община в Северна Италия, автономна провинция Тренто, автономен регион Трентино-Южен Тирол. Разположено е на 750 m надморска височина. Населението на общината е 401 души (към 2015 г.).